# Ородел (Арђеш)
Ородел (рум. Orodel) насеље је у Румунији у округу Арђеш у општини Реча. Oпштина се налази на надморској висини од 159 m.

## Становништво
Према подацима из 2002. године у насељу је живело 197 становника, од којих су сви румунске националности.